# Erich Nellmann
Erich Nellmann (geb. 11. März 1895 in Groß-Sachsenheim im Landkreis Ludwigsburg; gest. 22. Mai 1968 in Stuttgart) war ein deutscher Jurist. Der seinerzeitige Stuttgarter Generalstaatsanwalt gilt als einer der Initiatoren der Ludwigsburger Zentralstelle zur Aufklärung nationalsozialistischer Verbrechen.

## Lebensweg
Erich Nellmanns Eltern waren der Kaufmann Hugo Julius Friedrich (1851–1917) und seine Frau Pauline, geb. Fausel (1861–1916).
Nach dem Besuch der Volksschule in Großsachsenheim in den Jahren von 1901 bis 1904 wechselte Nellmann ans Gymnasium in Cannstatt (1904–1907) und dann ans Realgymnasium Cannstatt und Stuttgart-Stöckach, wo er 1913 die Abiturprüfung ablegte. Im Ersten Weltkrieg leistete Nellmann Kriegsdienst. Er wurde mit dem Eisernen Kreuz II. Klasse und I. Klasse sowie dem württembergischen Friedrichs-Orden II. Klasse mit Schwertern und dem Frontkämpferabzeichen dekoriert. Seine beiden Eltern starben während des Ersten Weltkriegs – seine Mutter 1916, sein Vater 1917 – als Erich Nellmann erst Anfang 20 war.
Nach Ende des Ersten Weltkriegs, in den Jahren 1918 bis 1920, diente Nellmann als Freiwilliger in der von Paul Hahn begründeten Sicherheitswehr im Volksstaat Württemberg. Schon währenddessen, im Jahr 1919, nahm Nellmann sein Studium der Rechtswissenschaft in Tübingen und München auf, das er 1922 mit der ersten juristischen Staatsprüfung abschloss. Während des Studiums wurde er Mitglied der Tübinger Königsgesellschaft Roigel (ab 1933 Tübinger Burschenschaft Roigel).
Im Jahr 1923 heiratete Erich Nellman die 1896 geborene Dr. Hildegard Marie Luise Drescher. Das Paar hatte vier Kinder:
1. Susanne (geb. 1926)
2. Eva (geb. 1928), verheiratete Moos
3. Eberhard (geb. 1930)
4. Martin (geb. 1932)

Nach dem Referendariat legte Erich Nellmann 1925 die zweite juristische Staatsprüfung ab. Von 1927 bis 1934 war Nellmann Staatsanwalt in Tübingen, von 1934 bis 1945 Amtsgerichtsrat in Tübingen. Während des Zweiten Weltkriegs, in den Jahren 1939 bis 1945, war Nellmann zugleich stellvertretender Vorsitzender des Ehrengerichts der Handelskammer Reutlingen. Er wurde zur Wehrmacht eingezogen und arbeitete zunächst als Intendanturrat beim Stab der 7. Armee der Wehrmacht, die an der Westfront eingesetzt war. Ab 1941 war er als Kriegsverwaltungsrat bei der Wehrkreisverwaltung V in Stuttgart tätig. 1941 wurde er mit dem Kriegsverdienstkreuz II. Klasse ausgezeichnet.
Noch 1945, also schon sehr bald nach dem Ende des Nationalsozialismus, wurde Nellmann Direktor beim Amtsgericht Tübingen. Von 1945 bis 1951 war Nellmann Mitarbeiter der Landesdirektion der Justiz bzw. im Justizministerium Württemberg-Hohenzollern; er war dort zunächst mit der Wahrnehmung der Geschäfte des Generalstaatsanwalts betraut. Von 1949 bis 1951 war Nellmann Präsident des Landgerichts Hechingen. Von 1951 bis 1953 war er Oberstaatsanwalt in Stuttgart. Ab dem 1. April 1953 war Nellmann Ministerialrat im Justizministerium von Baden-Württemberg, ab 1. September 1953 Generalstaatsanwalt dieses Bundeslandes.
Am 28. April 1958 begann der Ulmer Einsatzgruppen-Prozess vor dem Schwurgericht Ulm. Angeklagt waren zehn Gestapo-, SD- und Ordnungspolizei-Angehörige, Teile des Einsatzkommandos Tilsit, das zwischen Juni und September 1941 mehr als 5.500 jüdische Kinder, Frauen und Männer im litauisch-deutschen Grenzgebiet ermordet hatte. Ankläger war der Stuttgarter Oberstaatsanwalt Erwin Schüle. Dieser und Nellmann gelangten angesichts des Ulmer Einsatzgruppen-Prozesses zu der Einsicht, dass die gerichtliche Aufarbeitung des NS-Unrechts dringend sowohl qualitativ als auch quantitativ verbessert werden sollte. Die beiden Staatsanwälte hatten die Erfahrung gemacht, dass bei einer dezentralen Bearbeitung von NS-Großverfahren gerade die hochrangigen Täter von der Überforderung der Ermittlungsbehörden und Gerichte profitierten. Nachdem Nellmann und Schüle erkannt hatten, dass der großen Zahl ungeahndeter NS-Massenverbrechen mit den herkömmlichen staatsanwaltschaftlichen Ermittlungsstrukturen nicht beizukommen war, schlugen sie Mitte 1958 die Einrichtung einer zentralen, bundesweiten Ermittlungsbehörde für NS-Massenverbrechen vor. Für Nellmann spielte der Gesichtspunkt eine Rolle, dass für die Aufklärung der Massenverbrechen spezielle Hintergrundkenntnisse erforderlich waren, die bei einer Zentralbehörde eher aufzubauen wären als bei jeder einzelnen Staatsanwaltschaft. Es war in erster Linie der Initiative des Generalstaatsanwalts Nellmann und des Staatsanwalts Schüle zu verdanken, dass im Sommer 1958 die Diskussion über die Defizite der bisherigen NS-Strafverfolgung auch auf politischer Ebene in Gang kam. Generalbundesanwalt Max Güde, den Nellmann für sein Vorhaben gewinnen wollte, gab frühzeitig zu erkennen, dass ihn Nellmanns Plan, ihn als obersten Ermittler für die strafrechtliche Aufarbeitung von NS-Unrecht einzusetzen, nicht gerade begeisterte.
Im September 1958 veröffentlichte Nellmann einen längeren Artikel in der Stuttgarter Zeitung, in dem er darauf hinwies, dass das bislang praktizierte Zufallsprinzip bei der Verfolgung nationalsozialistischer Verbrechen dem rechtsstaatlichen Gleichbehandlungsgebot widerspreche. Er schrieb: „Bisher wird rein zufällig verfolgt. Der eine hat das Pech, angezeigt zu werden, der andere nicht. Gewiß gibt es Tausende von unaufgeklärten Straftaten. Damit kann und muß man sich abfinden, wenn alles geschehen ist, um den Täter zu finden. Gerade bei diesen schlimmsten und folgenreichsten Verbrechen geschieht aber nicht alles.“ Diese Ungleichheit empfinde er als Ungerechtigkeit. „Wir dürfen nicht Mücken seihen und Kamele schlucken.“, schrieb er, frei nach Matthäus Kapitel 23, Vers 24. Nellmann forderte: „Wir dürfen nicht zulassen, dass Mörder und ihre Gehilfen, die wir mit systematischem und planvollem Vorgehen erreichen könnten, straflos ausgehen und zum Teil als Beamte und Angestellte des Staates, sogar der Polizei, tätig sind“. Wenige Tage nach dem Erscheinen von Neilmanns Artikel wandte sich der baden-württembergische Justizminister Wolfgang Haußmann (FDP) an die Justizminister der anderen Bundesländer mit der Ankündigung, die Reformvorschläge von Nellmann und Schüle auf der nächsten Justizministerkonferenz vorzubringen.
Durch eine Verwaltungsvereinbarung der Justizminister und -senatoren der Länder vom 6. November 1958 wurde die Zentrale Stelle der Landesjustizverwaltungen zur Aufklärung nationalsozialistischer Verbrechen gegründet; sie nahm am 1. Dezember 1958 in Ludwigsburg ihre Arbeit auf. Ihr erster Leiter wurde der Staatsanwalt Erwin Schüle.
Am 4. Januar 1958 war Anzeige gegen Paul Reimers, Landgerichtsrat beim Landgericht Ravensburg, erstattet worden. Reimers wurde als ehemaliger Richter am Berliner Sondergericht und am Volksgerichtshof wegen seiner Mitwirkung an 120 Todesurteilen angeklagt. Der Stuttgarter Generalstaatsanwalt Erich Nellmann erhob jedoch nur in vier Einzelfällen Anklage gegen Reimers und stellte das Ermittlungsverfahren in den übrigen 116 Fällen ein. Dabei war, wie Nellmann einräumte, an der Echtheit der Reimers belastenden Unterlagen „zu zweifeln kein Anlass gegeben“. Nellmann machte sich jedoch die Rechtsauffassung des Bundesgerichtshofes zu eigen, nach der ein Beschuldigter wegen richterlicher Mitwirkung an einem Todesurteil nur dann belangt werden könne, wenn ihm der Vorsatz zur Rechtsbeugung nachgewiesen werden könne – was praktisch nur durch ein Geständnis möglich gewesen wäre. Kein einziger Richter am Volksgerichtshof ist rechtskräftig verurteilt worden, auch Paul Reimers nicht.
Am 30. Juni 1961 ging Nellmann in den Ruhestand. Er starb im Alter von 73 Jahren am 22. Mai 1968 in Stuttgart.